# Nadezjda Chvosjtjinskaja
Nadezjda Dmitrijevna Chvosjtjinskaja (ryska: Надежда Дмитриевна Хвощинская), gift Zajontjkovskaja (Зайончковская), född 1 juni (gamla stilen: 20 maj) 1825 i Pronskij ujezd, guvernementet Rjazan, död 20 juni (gamla stilen: 8 juni) 1889 i Peterhof, var en rysk författare.
Chvosjtjinskaja var dotter till en fattig avskedad adlig ämbetsman och började tidigt livnära sig och sina anhöriga med sitt författarskap. Hon var i fyrtioårsåldern förenad i ett kort, olyckligt äktenskap med den till Rjazan av politiska skäl förvisade läkaren I. Zajontjkovskij och tillbringade slutet av sitt liv i Sankt Petersburg i halv misär. 
Efter att i slutet av 1840-talet ha debuterat som poet skrev Chvosjtjinskaja alltifrån början av 1850-talet under den manliga pseudonymen V. Krestovskij en lång rad av romaner, noveller och dramer, utövade litteraturkritik under pseudonymen Poretjnikova och var också verksam som översättare. Av hennes romaner, med motiv från societetslivet, anses Stora Björnens stjärnbild (1870) vara den främsta. Chvostjinskaja försökte vara en tolk för den förtryckta kvinnans rätt, och har jämförts med George Sand.